# Цешкув
Цешкув (пол. Cieszków, нім. Freyhan) — село в Польщі, у гміні Цешкув Мілицького повіту Нижньосілезького воєводства.
Населення — 2016 осіб (2011).
У 1975-1998 роках село належало до Вроцлавського воєводства.

## Демографія
Демографічна структура станом на 31 березня 2011 року:
|          | Загалом | Допрацездатний вік | Працездатний вік | Постпрацездатний вік |
| -------- | ------- | ------------------ | ---------------- | -------------------- |
| Чоловіки | 983     | 209                | 705              | 69                   |
| Жінки    | 1033    | 205                | 641              | 187                  |
| Разом    | 2016    | 414                | 1346             | 256                  |